# ГБС (Гаага)
«ГБС» (нід. HBS) — аматорський нідерландський футбольний клуб з міста Гаага.

## Історія
Зранку, на свій день народження, хлопчик отримав у подарунок шкіряний м'яч, взявши цей м'яч з собою до Гаазької середньої школи, разом з двома друзями хлопчик 7 жовтня 1893 року заснував «Футбольний клуб». Перших трьох членів цього клубу звали Ж.Дюйкман, А.В.Г. Стігтер та Х.Тнгберген. Свої матчі вони проводили на «Гааг Малієвельд», де клуб з Гааги проводить свої домашні поєдинки й до сьогодні. Коли клуб вже втратив статус шкільного, а сталося це в 1898 році, ініціали клубу Гюдт Браефт Стант так і закріпилися за клубом як його офіційна назва. Перша футболка клубу була білого кольору з абревіатурою клубу «ГБС» блакитного кольору. 1 жовтня 1894 року «ГБС» разом з іншими футбольними клубами створив «ГВВ» Гааги (Федерацію Футболу Гааги). У 1987 році клуб злився з командою «ГБС Гектор». Внаслідок цього клуб змінив свою форму, тепер вона складалася з білої футболки з широкими червоними смугами на грудях та чорних шортів. У 1898 році уряд, як власник «Малієвельда», заборонив проводити на ньому футбольні матчі. «ГВВ» переїхав до свого нинішнього місця розташування в Беноорденхоут, «ГБС» на поле Бееклаан на фермі під назвою «Ганенбург» (знаходилося на місці нинішнього Ганенбурглаан). У 1900 році «ГБС» переїжджає до Валькенбослаану, на розі нинішньої Веймарстраату, недалеко від свого колишнього місця розташування, на ван Вюк. В 1905 році «ГБС» змінює колір форми, тепер вона пвністю чорна. Саме в цей час за клубом закріпилося їх нинішнє прізвисько, Ворони. Також в цей час «ГБС» двічі стає переможцем чемпіонату та двічі виграє срібні нагороди національної першості. У 1910 році через роззростання клубу «ГБС» переїхав до Гоатрасту, який знаходився на початку Спортлаану, в Гоатрастлаані. Тут знаходився стадіон, який і донині існує, на 25 000 місць. Оскільки в 1943 році на цій території розпочалося будівництво Атлантичного валу, то «ГБС-Краєнхоут» знайшов притулок на ВЮК Схенккаде. Після завершення війни та ремонту стадіону, клуб повернувся на нього. З 1955 року «ГБС» ділить стадіон з «Схевенінген Холланд Спортом», одним з двох професійних футбольних клубів Гааги. «ГБС» грав на ньому кожної неділі, а «СХС» іншого дня тижня. У 1966 році обговорювалося Гаазький «ГБС» розглядав варіант з переходом на «Гоатраст Даал» або «Бергселаан», оскільки суборенда не влаштовувала керівництво клубу. В 1968 році ситуація прояснилася. «ГБС» просто не зміг перебратися.
Аж по 60-ті роки включно система голосування не дозволяла бути впевненим, що членство в «ГБС» рятувало від небажаних осіб. Для того, щоб стати членом клубу, потрібно було, щоб кандидатуру особи підтримало щонайменше 5 інших членів клубу.
Загалом «ГБС-Краєнхоут» протягом 58 років — з 1896 по 1954 роки — виступав у найвищому футбольному дивізіоні Нідерландів, за цей час клуб тричі виграв національний чемпіонат (в сезонах 1903/04, 1905/06, 1924/25 років). У клубі свого часу виступали гравці національної збірної, але зараз команда має аматорський статус та виступає в Дердедивізі.
Але найяскравішою сторінкою в історії клубу, безумовно, є матч з бельгійським Расінгом, який відбувся у 1901 році та завершився перемогою «ГБС» з рахунком 1:0. Це був фінальний поєдинок Кубку Понзос (змагання було неофіційним попередником нинішньої Ліги чемпіонів УЄФА).

### Професіональна епоха
За словами колишнього казначея клубу, К.Баккера, протягом 15 хвилин середі керівництва клубу тривала дискусія щодо того, де ж буде виступати «ГБС»: серед професіоналів чи серед аматорів. Врешті-решт в 1954 році команда потрапила до числа небагатьох команд, яких не допустили для участі у професіональних змаганнях. У 1954 році клуб вилетів з Прем'єр-классе, а в 1964 році впав ще нижче. У 1965 році були проведені переговори з муніципалітетом Гааги та професійним футбольним клубом «СХС Хоартраст», втім «ГБС» підвищився у класі і в тому ж році розпочав свої виступи на «Спортлаан/Даал де Бергселаан». 19 березня 1969 року клуб уклав угоду з церквою (переїзд та оренда нового стадіону для клубу не коштували нічого, в свою чергу муніципалітет Гааги проінформував про цю угоду й професіональний клуб «СХС»). Таким чином «ГБС» отримав у своє користування 4 поля, прекрасні трибуни та високоякісне освітлення. Починаючи з сезону 2011/12 років клуб виступає у Топклассе, найвищому аматорському футбольному дивізіоні Нідерландів.

## Досягнення
- Ередивізі
  -  Чемпіон (3): 1903/04, 1905/06, 1924/25
- Кубок Нідерландів
  -  Володар (2): 1901, 1908 (2-га команда)
  -  Фіналіст (5): 1902, 1903, 1905 (2-га команда), 1915, 1916
- Срібний м'яч
  -  Чемпіон (5): 1905, 1907, 1918, 1919, 1924

## Взаємини з «Холланд Спорт»
ГБС з 1910 року грав на стадіоні «Хоатраст» та вважає його своєю власністю. Але муніципалітет Гааги був фактичним власником споруди. Навесні 1955 року «ГБС» змушений був покинути стадіон майже на 10 років, оскільки на ньому почав виступати «Холланд Спорт». Перевагою стадіону була велика кількість сидячих місць, але були й певні недоліки, зокрема більшість з них були доволі вузькими. У 1955 році муніципалітет Гааги заохочував обидва клуби грати на «Хоатраст». У такому випадку матчі проходили щонеділі, а витрати, пов'язані з орендою стадіону, мали бути розділені навпіл між обома клубами. В 1986 році на «Хоатрасті» проходила NV Tentoonstellingsgebouw (технологічна виставка), але ніхто не мав права на ній продавати товари народного споживання. Громада міста вирішила частково компенсувати витрати клубу (у розмірі 2 500 нідерландських гульденів). Крім того, «ГБС» здавав «Хоатраст» в суборенди, а також мав доходи від власної теплиці. Протягом кількох років «ГБС» здавав стадіон у суборенду «СХС». Також «СХС» не отримував відсоток від продажу на стадіоні шоколадних батончиків, тортів, пива і т.п. Для того, щоб розклеювати інформацію на рекламних щитах вздовж футбольного поля на матчах «СХС» потрібно було мати дозвіл і «СХС», і «ГБС». Але «ГБС» не питав ніякого дозволу. У 1967 році саме через це і виник конфлікт. Уболівальники «Холланд Спорт» починаючи з серпня напередодні кожного з домашніх поєдинків своїх улюбленців вивішували на один з щитків рекламну продукцію свої кумирів, в свою чергу це не сподобалося уболівальникам «ГБС», які спробували зняти цю рекламну продукцію, але їм це не вдалося й розпочалася штовханина, яка згодом переросла в бійку. Один з учасників бійки дістав газову зброю, після чого в бійку втрутилася вже поліція.
Протягом багатьох років, «ГБС» також отримав 15% надходжень — але не менше, ніж 1200 нідерландських гульденів, - за кожен домашній поєдинок «СХС». На деяких з цих матчів на стадіоні були присутні 25 000 уболівальників, тож команда отримувала за цей матч немалу суму. Також члени клубу «ГБС», які мали сезонні абонементи на домашні поєдинки «ГБС», за цими ж квитками мали право відвідувати і кожний домашній поєдинок «СХС», через це деякі уболівальники й мали членські квитки «ГБС». Абонемент на домашні поєдинки «СХС» був суттєво дорожчим, ніж у «ГБС».

## Склад команди
Станом на 1 лютого 2016 року
| №  | Поз. | Нац.       | Гравець             |
| -- | ---- | ---------- | ------------------- |
| 1  | ВР   | Нідерланди | Джанні Кампервеен   |
| 2  | ЗХ   | Кюрасао    | Рішело Фекунда      |
| 3  | ЗХ   | Нідерланди | Барт Коффеман       |
| 4  | ЗХ   | Нідерланди | Рікардо Сомоендер   |
| 5  | ЗХ   | Нідерланди | Ян-Пауль Саеюжс     |
| 6  | ЗХ   | Нідерланди | Стін Хоубен         |
| 7  | ПЗ   | Нідерланди | Яспер Роберті       |
| 8  | ПЗ   | Нідерланди | Кевін Схутте        |
| 9  | ПЗ   | Нідерланди | Домінік Броєкхайзен |
| 10 | НП   | Нідерланди | Тжеерд Вестджюк     |
| 11 | ЗХ   | Нідерланди | Нільс ван Пельт     |
| 12 | НП   | Нідерланди | Алі Аль-Фредаві     |
| 13 | ПЗ   | Нідерланди | Брам Рос            |

| №  | Поз. | Нац.       | Гравець               |
| -- | ---- | ---------- | --------------------- |
| 14 | ПЗ   | Нідерланди | Майк Трос             |
| 15 | ПЗ   | Нідерланди | Беренд Кастер         |
| 16 | НП   | Нідерланди | Джим Роберті          |
| 17 | ВР   | Нідерланди | Данні Гоут            |
| 18 | НП   | Нідерланди | Єлмер де Вінтер       |
| 19 | ЗХ   | Нідерланди | Махджуб Мазлуті       |
| 20 | ПЗ   | Нідерланди | Віллем Сікс           |
| 21 | НП   | Нідерланди | Йоост Йонкман         |
| 22 | ВР   | Нідерланди | Сільвер Вартна        |
| 23 | ПЗ   | Нідерланди | Майк де Гір (капітан) |
| 24 | ПЗ   | Нідерланди | Самі Аулад Саїд       |
| 25 | ПЗ   | Нідерланди | Ноа де Йонг           |